# Sam Louwyck
Sam Louwyck, né à Bruges en 1966, est un danseur, chorégraphe et acteur belge.

## Biographie
Pour ses rôles, il est nommé deux fois aux prix du cinéma flamand en 2010 et 2011, et deux fois également aux Magritte du cinéma en 2014, et en 2017 pour le Magritte du meilleur acteur dans un second rôle pour Keeper de Guillaume Senez.

## Filmographie

### Cinéma

#### Longs métrages
- 2003 : Any Way the Wind Blows de Tom Barman : Windman
- 2007 : Ex Drummer de Koen Mortier : Ivan Van Dorpe
- 2009 : Lost Persons Area de Caroline Strubbe : Marcus
- 2010 : Soudain, le 22 mai : Sam
- 2011 : Tête de bœuf de Michaël R. Roskam : Marc De Kuyper
- 2011 : Portable Life de Fleur Boonman : le conducteur de camion
- 2011 : Headlock de Johan Carlsen
- 2012 : La Cinquième Saison de Peter Brosens et Jessica Woodworth : Pol
- 2012 : Little black spiders de Patrice Toye : le jardinier Henryk
- 2013 : Une chanson pour ma mère de Joël Franka : Antoine
- 2013 : Le monde nous appartient de Stephan Streker : Éric
- 2013 : L'Étrange Couleur des larmes de ton corps d'Hélène Cattet et Bruno Forzani
- 2013 : Let Me Survive d'Eduardo Rossoff : Pieter
- 2014 : Les Merveilles (Le meraviglie) d'Alice Rohrwacher
- 2014 : Terre battue de Stéphane Demoustier : Gerets
- 2015 : Belgica de Felix Van Groeningen (post-production) : Rodrigo
- 2015 : Keeper de Guillaume Senez : Patrick
- 2015 : Les Ardennes (D'Ardennen)
- 2015 : Belgian Disaster de Patrick Glotz : Robert
- 2016 : Baden Baden de Rachel Lang : Andrew
- 2016 : Brak: Fallow
- 2016 : Monk : Fabian
- 2017 : Brimstone de Martin Koolhoven : le marieur
- 2017 : Le Fidèle de Michaël R. Roskam
- 2017 : Cargo de Gilles Coulier
- 2017 : Les Garçons sauvages de Bertrand Mandico : le Capitaine
- 2017 : Burn Out de Yann Gozlan
- 2018 : Mandy de Panos Cosmatos
- 2018 : Lukas de Julien Leclercq
- 2018 : Emperor de Lee Tamahori : Johannes 'The Printer'
- 2019 : Deux Fils de Félix Moati
- 2019 : Never Grow Old d'Ivan Kavanagh
- 2020 : Jumbo de Zoé Wittock
- 2021 : Une femme du monde de Cécile Ducrocq
- 2021 : L'Ennemi de Stephan Streker
- 2021 : Compagnons de François Favrat
- 2021 : Inexorable de Fabrice Du Welz
- 2024 : Rien ni personne de Gallien Guibert
- 2024 : Pendant ce temps sur Terre de Jérémy Clapin
- 2024 : La nuit se traîne de Michiel Blanchart : Greg
- 2025 : Le Secret de Khéops de Barbara Schulz : Markus Gasburger

#### Courts métrages
- 1996 : Turnpike de Tom Barman : Fool
- 2000 : Thread de Lieven Van Baelen
- 2000 : 50CC de Felix van Groeningen
- 2001 : Oh My God?! de Christophe Van Rompaey
- 2004 : Carlo de Michaël R. Roskam : Benny
- 2007 : A Day in a Life de Nicolas Daenens : Tom
- 2007 : Salto Mortal de Jonas Baeckeland : Igor
- 2010 : Paroles de Gilles Coulier
- 2011 : Frontman de Deben Van Dam
- 2012 : Que la suite soit douce de Alice De Vestele
- 2012 : La Part sauvage de Guérin Van de Vorst : Albert
- 2012 : The Letter de Kenneth Mercken : le chef d'équipe
- 2013 : Zinneke de Rémi Allier
- 2013 : De weg van alle vlees de Deben Van Dam : Frans
- 2014 : Taram Tarambola de Maria Castillejo Carmen : le barman

### Télévision
- 1992 : Great Performances (série télévisée)
- 2012 : Quiz Me Quick (en) (série télévisée)
- 2013 : Eigen Kweek (mini-série télévisée)
- 2016 : La Trêve : Ronald Vermeieren
- 2022 : Parlement: Ambassadeur néerlandais
- 2023 : De Grâce : Papa

## Théâtre
- 2011 : La Mouette d'Anton Tchekhov, mise en scène : Mikaël Serre, rôle de Trigorine, La Comédie de Reims, Nouveau Théâtre de Montreuil

## Distinctions

### Nominations
- Prix du cinéma flamand 2010 : Meilleur acteur pour Lost Persons Area
- Prix du cinéma flamand 2011 : Meilleur acteur dans un second rôle pour Tête de bœuf de Michaël R. Roskam
- Magritte du cinéma 2014 : Magritte du meilleur acteur pour La Cinquième Saison
- Magritte du cinéma 2017 : Magritte du meilleur acteur dans un second rôle pour Keeper
- Magritte du cinéma 2022 : Magritte du meilleur acteur dans un second rôle pour Jumbo